# Pierre Mélandri
Pour les articles homonymes, voir Mélandri.
Pierre Mélandri , né en 1946, est un historien et professeur des universités français, professeur émérite à l'Institut d'études politiques de Paris. Il est spécialiste des relations internationales et de l’histoire des États-Unis.

## Biographie

### Parcours universitaire
Pierre Mélandi est reçu à l’École normale supérieure de la rue d'Ulm (2e). Il est ensuite reçu à l'agrégation d'histoire (8e au concours)[pertinence contestée], avant de devenir special Student à l'université Harvard. Il est docteur en histoire contemporaine à l'université de Nice en 1971 (« L'attitude des États-Unis face à l'intégration européenne : 1955-1958 »), puis docteur d'État ès lettres à l'université Paris I Panthéon-Sorbonne en sciences humaines en 1977 (« Les États-Unis face à l'unification de l'Europe : 1945-1954 »).

### Fonctions universitaires
Pierre Mélandri enseigne à l’université de Lille-III Charles-de-Gaulle. Il devient ensuite professeur à l'université Paris-X Nanterre, puis à l'université Sorbonne Nouvelle - Paris 3. Il enseigne également à l'Institut d'études politiques de Paris.
Il a dirigé la Société d'études nord-américaines (SENA). Il préside actuellement l'Institut d'histoire des relations internationales contemporaines (IHRIC) et codirige l'Observatoire de la politique étrangère américaine, (OPEA).
Il est également membre du Cold War Studies Centre de la London School of Economics.

## Publications
- Les États-Unis et le défi européen (1955–1958), 1975
- Histoire des Etats - Unis depuis 1865, Paris, Nathan, 1976 ; réédition en 1984.
- L’Alliance atlantique, 1979
- Les États-Unis face à l’unification de l’Europe (1945–1954), 1980
- La Politique extérieure des États-Unis de 1945 à nos jours, 1982
- Une incertaine alliance : les États-Unis et l'Europe, 1973-1983, 1988
- Reagan. Une biographie totale, 1988
- Histoire intérieure des États-Unis au XXe siècle, avec Jacques Portes, 1991
- La Politique extérieure des États-Unis de 1945 à nos jours, 1995 nouvelle édition.
- La France et l’OTAN (1949–1996). Actes du colloque tenu à l’École militaire, 8, 9 et 10 février 1996, à Paris, avec Maurice Vaïsse et Frédéric Bozo, 1996
- Le Welfare State en Amérique du Nord, 2000
- Histoire des États-Unis depuis 1865, nouvelle édition, 2000
- Ethnocentrisme et diplomatie. L’Amérique et le monde au XXe siècle, avec Serge Ricard, 2001
- L’Empire du milieu. Les États-Unis et le monde depuis la fin de la Guerre froide, avec Justin Vaïsse, 2001
- Les Relations franco-américaines au XXe siècle, avec Serge Ricard, 2003
- Les États-Unis et la fin de la Guerre froide, avec Serge Ricard, 2005
- Les États-Unis face aux révolutions. De la Révolution française à la victoire de Mao en Chine, avec Serge Ricard, 2006
- La politique extérieure des États-Unis au XXe siècle : le poids des déterminants intérieurs, avec Serge Ricard, 2008
- Le siècle américain, une histoire, 2016